# 441
Період падіння Західної Римської імперії. У Східній Римській імперії триває правління Феодосія II. У Західній правління Валентиніана III, значна частина території окупована варварами, зокрема в Іберії утворилося Вестготське королівство, а Північну Африку захопили вандали. У Китаї правління династії Лю Сун. В Індії правління імперії Гуптів. У Японії триває період Ямато. У Персії править династія Сассанідів.
На території лісостепової України Черняхівська культура. У Північному Причорномор'ї готи й сармати. Історики VI століття згадують плем'я антів, що мешкало на території сучасної України приблизно з IV сторіччя. З'явилися гуни, підкорили остготів та аланів й приєднали їх до себе.

## Події
Головний міністр Східної Римської імперії Хризафій переконав імператора Феодосія II прогнати сестру Пульхерію. Пульхерія стає черницею і підтримує несторіанство.
Військовий флот, посланий Феодосієм II, захопив вандалів зненацька у водах біля Сицилії.
Гуни напали на Констанцу, один із небагатьох дунайських фортів Східної Римської імперії, який ще функціонував.
Відбулася коротка війна між Персією та Східною Римською імперією, після якої підписано мир, римляни зобов'язалися не будувати нових укріплень.